# Сухолиткий-Собчук Дмитро Михайлович
Дмитро Михайлович Сухолиткий-Собчук (нар. 23 березня 1983, Умань, УРСР) — український автор, кінорежисер та сценарист.
Повнометражним режисерським дебютом стала стрічка «Памфір» (2022), світова прем'єра якого відбулася на Каннському кінофестивалі. Роботу було номіновано на приз ФІПРЕССІ (EFA) за кращий повнометражний дебют та нагороджено більш як 30 нагородами понад 70 фестивалей. Короткометражні фільми були відібрані до найпрестижніших фестивалей, серед яких «Sundance Film Festival», DOC NYC, IDFA, Toronto International Film Festival, Clermont-Ferrand International Short Film Festival, Palm Springs International Festival of Short Films та інші[⇨].
Є членом Української (з 2017) та Європейської (з 2018) кіноакадемій, засновником та організатором сценарної платформи «Terrarium».

## Життєпис
Народився 23 березня 1983 року в місті Умань. Родина з Івано-Франківської області. Батько – науковець, який проводив дослідження, через що багато їздив країною (сестра народилася в Києві). З трьох до шести років жив із батьками в селі Стецівка на Франківщині. Саме це село режисер увічнив у своїй короткометражці «Борода»). У «Бороді» відтворено максимальні спогади про хату дитинства, в якій проводив по три місяці літа та зимові канікули. Там само сталася зустріч із народною традицією водити Маланку, що так само знайшла відбиток у його творчості (короткометражна «Красна Маланка», повнометражний «Памфір»).

### Освіта
- «Гикавка[en]» (реж. Дьордь Палфі, 2002)

Закінчив Чернівецький політехнічний технікум за фахом архітектура будівель і споруд. На філософсько-теологічному факультеті Чернівецького національного університету отримав ступінь бакалавра. Вчився у Школі журналістики «Юнпрес». Працював оператором на телеканалі «ТВА», ведучим ранкового прямого етеру на радіо «Сіті FM», режисером монтажу на проектах телеканалів «СТБ», «Тоніс».
Період з 2002 по 2004 працював художником-плакатистом у кінотеатрі «Чернівці». На цей період припадає широка надивленість кінематографом, зокрема й українським – директор Василь Кузьмін, будучи палким шанувальником українського кіна, запрошував авторів тих небагатьох фільмів, які виходили на екрани (Олесь Санін, Олесь Янчук інші). Десять років потому, коли Сухолиткий-Собчук, вже у якості режисера, у цьому самому кінотеатрі презентував власний фільм – дипломну роботу «Красна Маланка», – постер до нього намілював черговий художник-плакатист з міста Чернівці.
2013 року закінчив Київський національний університет театру, кіно і телебачення імені Івана Карпенка-Карого, за спеціальністю режисура художнього фільму (майстерня Михайла Іллєнка). Студентські короткометражні фільми отримували нагороди міжнародних фестивалів. Став переможцем конкурсу «Коронація слова 2011» у номінації найкращий сценарій, будучи студентом IV курсу. Є учасником  документального проекту «Вавилон'13» (кіно громадського протесту), стипендіатом програми республіки Польща «Gaude Polonia» (2015, 2017), учасником «Berlinale Talent Campus» (2013). З 2008 року виступав організатором Вечорів короткометражного кіно у Чернівцях.

## Творчість

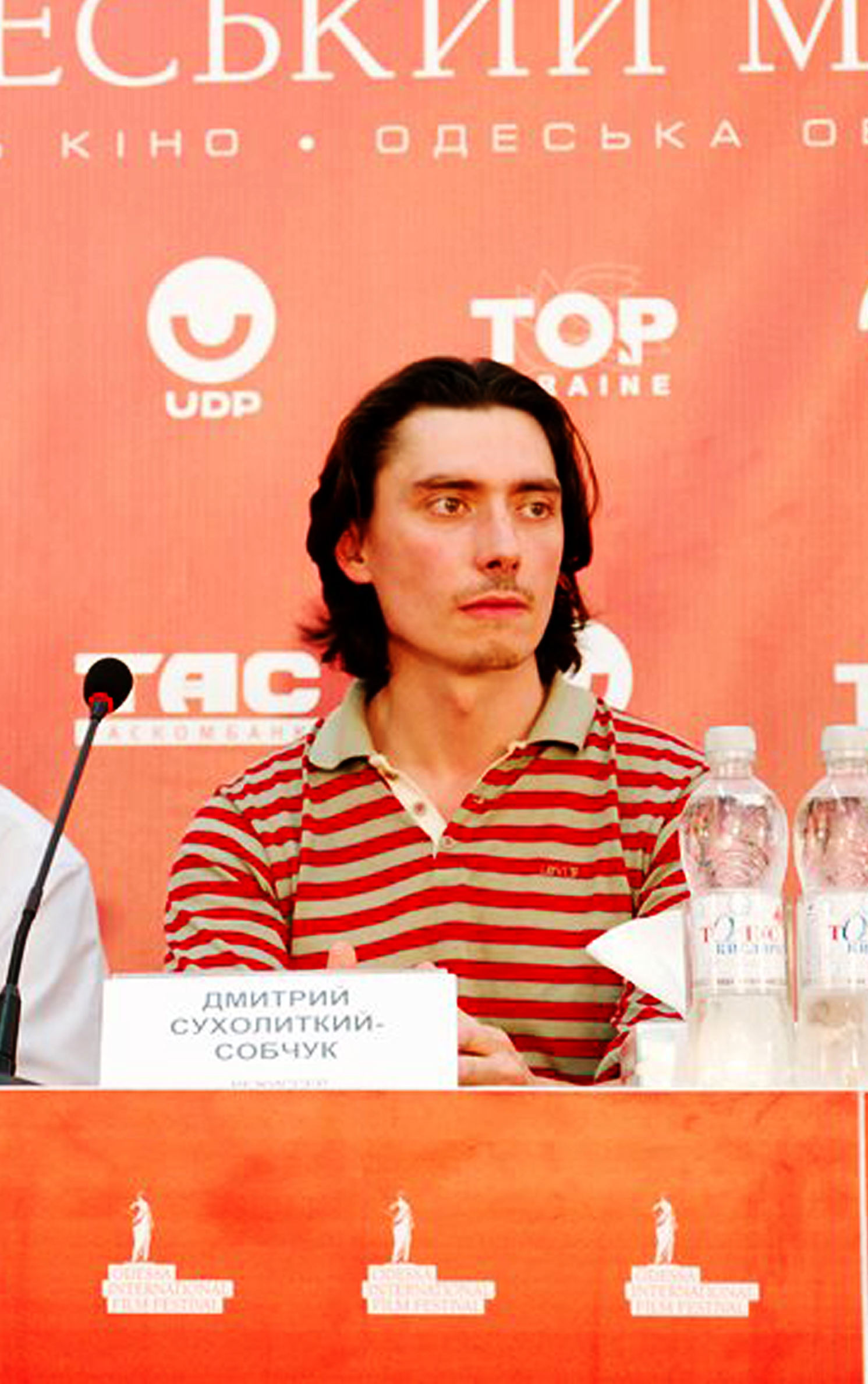
Дмитро Сухолиткий-Собчук на Одеському міжнародному кінофестивалі (2012)

### Студентське ігрове кіно
За роки навчання створив сім ігрових фільмів. Вже на першому курсі заявив про себе як про здібного режисера фільмом «Отроцтво», який побачили та відмітили на багатьох фестивалях (2008, гран-прі КФ «Відкрита ніч», кращий к/м фільм КФ «Кінолев», премія Тарковських, нагорода «Кіно майбутнього» Брюссельського МКФ, 2009).
Сценарій до роботи «Коріння. СНИ.» – єдиний з фільмографії Дмитра Сухолиткого-Собчука, який було створено за літературним твором – в основі оповідання «Дикий» Григора Тютюнника.
Короткометражний фільм «Борода» став дипломною роботою студента четвертого курсу Київського національного університета театру, кіно і телебачення ім. Івана Карпенка-Карого Дмитра Сухолиткого-Собчука. Сценарій переміг у Всеукраїнському конкурсі «Коронація слова 2011» та сценарному конкурсі кінофестивалю «Відкрита ніч Дубль 15"». Зйомки відбувалися в селі Стецівка на Франківщині, де провів своє дитинство режисер. Технічно під час зйомок допоміг телеканал ТРК «Чернівці», міський Палац дітей та юнацтва надали приміщення для репетицій й кастингу, монтаж та кольорокорекцію зробила компанія «Coffepost». В складі проекту «Україно, Goodbye!» стрічка отримала підтримку на державне фінансування. З числа 25 фільмів «Борода» увійшла до шести найкращих (поряд із «Ядерними відходами» Мирослава Слабошпицького, «Гамбурґом» Володимира Тихого та іншими), які вийшли широким прокатом на екрани України (компанія дистриб’ютор «Артхаус Трафік»), був включений до альманах «Українська нова хвиля», й також мав прокат містами України впродовж 2012-13 років (організаторами виступив Національний центр Олександра Довженка).

### «Красна Маланка»

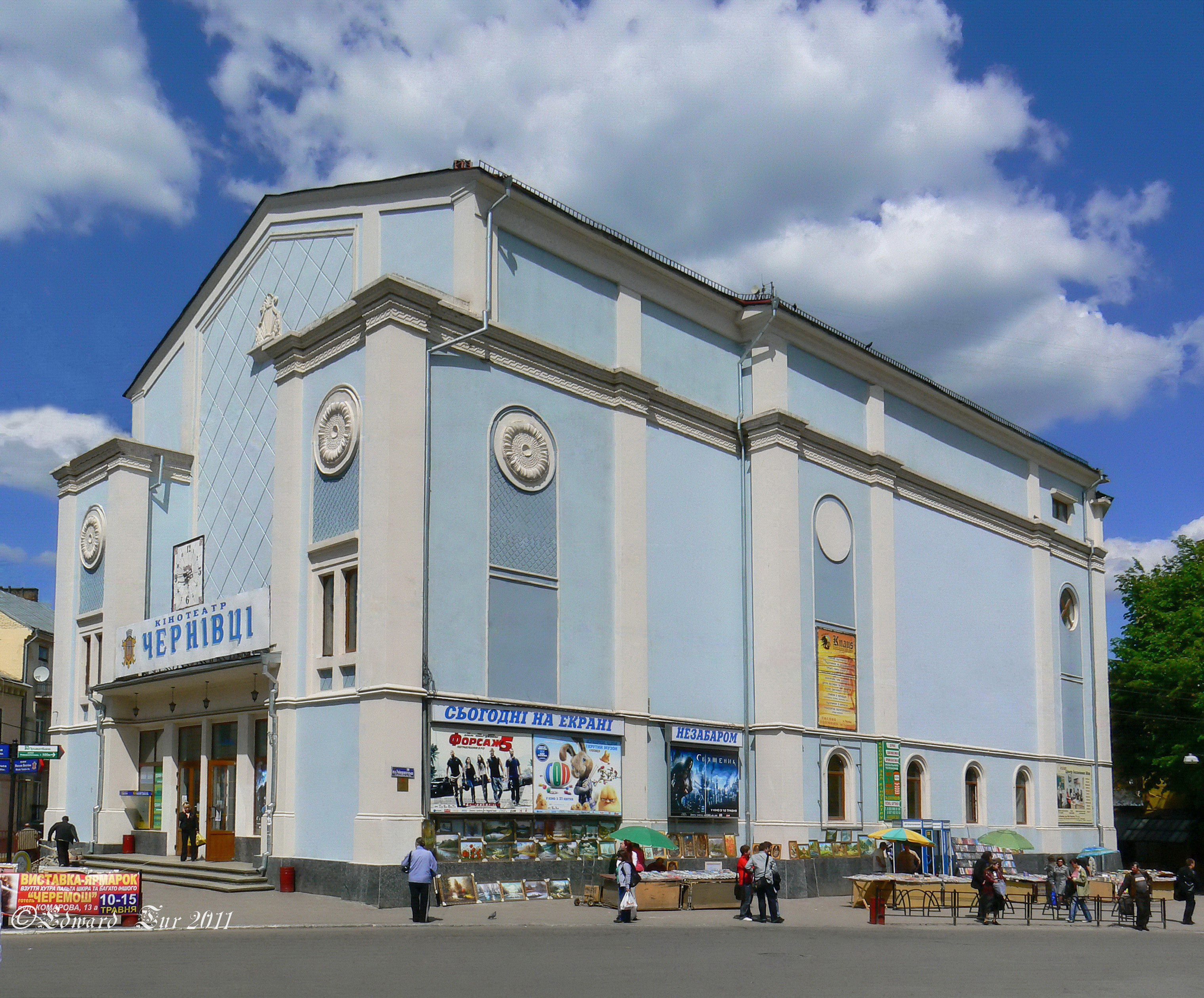
Кінотеатр «Чернівці»

Після серії ігрових фільмів, випробував сили на грандіозному за обсягом повнометражному документальному проекті «Красна Маланка» про село Красна, в якому мешкають етнічні румуни, й про дуже важливу для них подію – щорічне свято Маланка. Вони готуються до свята, яке, за місцевою традицією, є знаковою подією для кожного краснянина. А для молодих краснянських хлопців — це взагалі своєрідний обряд ініціації у житті. Кожна з 5 новел фільму розкриває сутність одного з персонажів свята Маланки на тлі різних подій та життєвих колізій.
В роботі над сценарієм автор дослідив джерела про карнавальні культури та українські традиції Маланки. Основна увага приділялася постаті тотемної тварини й сам процес утворення свята – поява та ролі різних персонажів, значення кольорів, вплив військової тематики на костюми та маски.
Із проектом «Красної Маланки» 2010 року Дмитро Сухолиткий-Собчук став учасником Міжнародного воркшопу документальних фільмів «Dragon Forum», який проходив у Києві. Фінансування отримав від Державного агентства України з питань кіно. Презентація фільму відбулася 29 листопада 2013 року в кінотеатрі «Чернівці». Фільм показали на фестивалі «ГогольFest» у супроводі музично-театрального перформансу. На початку грудня прем'єра пройшла в київському Будинку кіна, одразу по презентації команда проєкту пішла на Майдан Незалежності, де режисер опинився в епіцентрі Революції гідності (почалася співпраця із «Вавилоном'13», який працював у Будинку кіна, знімав штурм «Беркута», нічні блокпости тощо).
Після «Красної Маланки» про Дмитра Сухолиткого-Собчука почали говорити як про перспективного режисера. Зокрема кінокритик Ігор Грабович серед причин називає «його вміння побачити в локальних історіях певних універсальний та водночас актуальний сенс».
За ініціативи Дмитра Сухолиткого-Собчука, відбувся проєкт «Кіно на периферію», в рамках якого показали фільми молодих українських режисерів у найвіддаленіших куточках країни. Покази відбувалися навіть в місцях без кінотеатрів – використовували проектор. Таким чином глядач побачив фільм «Красна Маланка», фільми Тараса Ткаченка, Валентина Васяновича.

### «Штангіст»
Стрічка отримала Гран-прі Варшавського міжнародного фестивалю та кваліфікацію на Оскар 2020 року. Фестиваль Короткометражного кіна ( Φεστιβάλ Ελληνικών Ταινιών Μικρού Μήκους Δράμας) в Драмі (Греція) обрав фільм «Штангіст» кандидатом на здобуття Європейської Кінонагороди (EFA) у номінації «Кращий короткометражний фільм».
З 2018 року Дмитро Сухолиткий-Собчук – академік Європейської кіноакадемії (на момент оголошення – 35-й у списку тих, хто представляють Україну у Європейській кіноспільноті).

### «Памфір»
Фільм «Памфір» став повнометражним дебютом Дмитра Сухолиткого-Собчука.
Робота над сценарієм тривала кілька років, у тому числі й під час участі у міжнародних сценарних майстернях «TorinoFilmLab (Script&Pitch)» (2016), «MIDPOINT Intensive» (2017). 2019 року «Памфір» став одним із переможців 11-го конкурсного відбору Держкіно та отримав державну фінансову підтримку. Стрічка також отримала підтримку Польського інституту кіномистецтва (PISF), швейцарського фонду Visions Sud Est, одного із найвідоміших європейських фондів, які фінансують експериментальне кіно — Hubert Bals Fund, французького національного центру кіно — CNC Aide aux cínemas du monde, міжнародного фонду Goteborg Film Fund та Чернівецької обласної державної адміністрації.
Сценарій було відібрано до резиденції Канського фестивалю «Cinéfondation – The Résidence» (2019). Це дало змогу попрацювати чотири з половиною місяці в Парижі над проєктом, отримати консультації. Саме в Каннах було підписано угоду з польською компанією «Madants» (продюсерка — Клаудія Смея). Підписантом з української сторони виступила продюсерка картини Олександра Костіна (компанія «Bosonfilm»). Завдяки «Cinéfondation Residence» вдалося привернути увагу топових міжнародних сейлз-агентів до проєкту «Памфір» та провести перемовини щодо його міжнародної дистрибуції.
З цього фільму сформувалася «кольорова мова» режисера. «Я вибрав шлях бути перфекційним у питанні кольору. Ця кольорова впорядкованість і непохитність, можу сказати точно, тепер зі мною» – говорить про себе режисер. Продумані кольори відповідають окремому персонажу, або групі персонажів, що формує спільну картину спільноти. Якщо ще у фільмі «Борода» колір деяких речей режисером приймався як даність (напр. як пофарбована хата), то у «Памфірі» такого вже не було – будинок молитви перефарбовували до потрібного кольору п'ять разів. В обох фільмах колористом є одна й та сама людина – Анна Суйка.
Знімальний період, без урахування вихідних та репетицій, тривав 35 днів.
Фільм мав брати участь у зимовому кіноринку Одеського міжнародного кінофестивалю 2022-го року, на який Дмитро мав квиток, але поїздці завадило російське вторгнення в Україну, й стрічка відійшла на задній план. Перші дні вторгнення Дмитро провів у Києві, далі займався волонтерською роботою у Львові. Й так тривало впритул до повідомлення з Франції, в якому йшлося, що стрічка відібрана до участі у програмі 54-го «Двотижневика режисерів» 75-го Каннського кінофестиваля. Робочі матеріали вивозили з Києва, який на той момент був у стані комендантського положення. Фінальне зведення робили у Польщі.
У наслідок прокату фільму, у суспільстві спричинилася мережа найрізноманітніших обговорень: заробітчанство, контрабанда, Маланка, питання сумління, бога, релігії, виховання, спадковості тощо.
Фільм отримав й позаекренний супровід. Так, в Українському домі у Києві пройшла виставка «Памфірова Маланка», на якій була представлена колекція обрядових масок. На локації «Карпати» Національного музею народної архітектури та побуту працювала експозиція до фільму під назвою «Додому до Памфіра», до якої увійшли зібрані костюми, реквізит, обрядові маски, ескізи та розкадровки сцен фільму.

### «Літургія протитанкових перешкод»
Наступною після повнометражного ігрового дебюту «Памфір», режисер зняв короткометражну документальну стрічку про українців, які тимчасово змінили професію та хочуть бути корисними Україні під час війни з росією. Робота профінансувана одним з найпопулярніших світових видань «New Yorker». Документальне кіно режисер розглядає як «той наратив, який ми формуємо як фіксацію злочинів, тієї шкоди, яку нам завдає агресор».
Для «Літургії протитанкових перешкод», розповіді про війну яка триває по всіх континентах та різних країнах, режисер обирає образ Теракотової армій, через який розкриває масштабність загальнонаціонального спротиву громадян України, кожен з яких намагається бути корисним під час війни. Фокус фільму зокрема на художніх майстернях, в яких скульптори виготовляють протитанкові перешкоди. Фільм починається словами неопублікованої книжки Олександра Михеда.
Світова прем’єра стрічки відбулася 13 серпня 2022 року на «Sarajevo Film Festival» – фільм відкривав документальну програму фестивалю. Подальша фестивальна доля фільму складалася з участі у понад 70 міжнародних фестивалях, серед яких IDFA, Toronto International Film Festival, американський кінофестиваль незалежного кіна «Sundance Film Festival», DOC NYC, New York’s documentary festival, Clermont-Ferrand ISFF.

## Громадянська позиція
2018 року підтримав звернення Європейської кіноакадемії на захист ув'язненого у Росії українського режисера Олега Сенцова.
Виступав із низкою заяв, для привернення уваги до долі активіста, солдата, а зрештою в'язня у так званій ЛНР Максима Буткевича. Зокрема прапор, на якому намалював його портрет, супроводжував режисера протягом церемонії нагородження European Film Awards.

## Платформа «Terrarium»
Є засновником та організатором сценарної платформи «Terrarium». Проєкт представляє собою платформу для прокачки кінопроєкту. Учасники приходять зі своїм сценарним проєктом, беруть участь у воркшопах, де дізнаються практичну інформацію з різних аспектів кіновиробництва.

## Фільмографія
| Рік  | Країна                      | Назва                                              | Тип                              | Хронометраж, хв. | Виступає як | Виступає як | Виступає як | Примітки |
| Рік  | Країна                      | Назва                                              | Тип                              | Хронометраж, хв. | Режисер     | Сценарист   | Продюсер    | Примітки |
| ---- | --------------------------- | -------------------------------------------------- | -------------------------------- | ---------------- | ----------- | ----------- | ----------- | -------- |
| 2008 | Україна                     | «Отроцтво» «Adolescence»                           | Ігровий                          | 10               | Так         | Так         | Так         |          |
| 2009 | Україна                     | «Коріння. СНИ.»                                    | Ігровий                          | 15               | Так         | Так         | Так         |          |
| 2011 | Україна                     | «Нитка»                                            | Ігровий                          | 10               | Так         | Так         | Ні          |          |
| 2012 | Україна                     | «Борода» «The Beard» у проєкті «Україно, Goodbye!» | Ігровий                          | 25               | Так         | Так         | Так         |          |
| 2013 | Україна                     | «Красна Маланка» «Krasna Malanka»                  | Документальний                   | 53               | Так         | Так         | Так         |          |
| 2015 | Румунія Україна             | «Intersection» «Інтерсекція»                       | Документальний                   | 20               | Так         | Так         | Ні          |          |
| 2018 | Україна                     | «Штангіст» «Weightlifter»                          | Ігровий короткометражний         | 30               | Так         | Так         | Ні          |          |
| 2022 | Україна Польща Франція Чилі | «Памфір» «Pamfir»                                  | Ігровий повнометражний           | 102              | Так         | Так         | Ні          |          |
| 2022 | США Україна                 | «Літургія протитанкових перешкод»                  | Документальний експериментальний | 12               | Так         | Так         | Так         |          |

## Досвід роботи лектором
- «Голод» (реж. Стів МакКвін, 2008)

- 2014, 2015 — Тьютор та лектор Відеопоетична Лабораторія, CYCLOP Поетичний Фестиваль, (Київ)
- 2015 — Тьютор в Terrarium. Інкубатор  в рамках INTERMEZZO Літературний фестиваль, (Вінниця)
- 2015 — Куратор програми Terrarium. Сценарний практикум (Сценарний воркшоп в рамках Міжнародного Одеського кінофестивалю, Одеса)
- 2016 — Куратор групи на документальному вокршопі MyStreetFilms, (Фестиваль «86», Київ-Славутич)
- 2016, 2017 — Тьютор та лектор Літня кіношкола «Cinema Camp Upgrade» (Львів, Чернівці)
- 2017 — Лектор «LITOSVITA» (Школа сценарної майстерності, Київ)
- 2018 — Тьютор Львівська літня кіношкола Wiz-Art Film School (Львів)
- 2018 — Основний викладач курсу. Terrarium. Інтенсив, 3-х місячний сценарний курс (Київ)
- 2019 — Лектор Terrarium. Інтенсив, 3-х місячний сценарний курс (Київ, Львів)
- 2019 —2020 — Лектор зі сценарної майстерності та режисури (Pro Duck Film School) (Київ)
- 2020 — Лектор Terrarium. Інтенсив, 4-х місячний сценарний курс (Київ)

## Фестивалі та нагороди
Наведено за порталом «Terrarium»
«Отроцтво»
- 2008 — Best Short Film Award, 3-d International Film Festival «KinoLev» (Lviv, Ukraine)
- 2008 — Grand Prix, 12-th Ukrainian Film Festival «Vidkryta Nich» (Kyiv, Ukraine)
- 2008 — Best Director, 12-th Ukrainian Film Festival «Vidkryta Nich» (Kyiv, Ukraine)
- 2008 — Best film. International prize of the name of Arseniy and Andrey Tarkovsky
- 2008 — Official selection. 38-th International Film Festival «Molodist» (Kyiv, Ukraine)
- 2008 — Official selection. 7-th Open Saint-Petersburg Student Film Festival «Beginning» (Russia)
- 2008 — Official selection. 4-th International Film Festival (Sevastopol, Ukraine)
- 2009 — Tomorrow’s Cinema Award, 35-th Festival International Film Independent, Brussels, Belgium
- 2009 — Official selection. 11-th Jakarta International Film Festival (Jakarta, Indonesia)
- 2009 — Official selection. 7-th Asiana International Short Film Festival (Seoul, South Korea)
- 2009 — Official selection. 32-th Instanbul International Film Festival (Istanbul, Turkey)
- 2009 — Official selection. 11-th Motovun Film Festival (Motovun, Croatia)
- 2009 — Official selection. 10-th International Short Film Festival «Maremetraggio» (Trieste, Italy)
- 2009 — Official selection. 7-th International Almaty Film Festival «Shaken’s Stars» (Almaty, Kazakhstan)
- 2009 — Official selection. 9-th Festival of Central and Eastern European Film «GoEast» (Wiesbaden, Germany)
- 2009 — Official selection. 2-d International Student Film Festival «Early Melons» (Bratislava, Slovakia)
- 2010 — Official selection. 18-th Festival CinéRail International Festival Trains on Film (Paris, France)
- 2010 — Official selection. 7-th Novara International Cine Festival (Novara, Italy)
- 2010 — Official selection. 4-th Kinofest International Digital film Festival (Buharest, Romania)

«Борода»
- 2011 — Найкращий кіносценарій конкурсу «Коронація слова 2011»
- 2012 — Main award in script section of «Coronation of the word» (Kiev, Ukraine)
- 2012 — Best screenplay, Ukrainian Film Festival «Vidkryta Nich» (Kiev, Ukraine)
- 2012 — Official selection. 4-th Leiden Internation short Film Experience (Netherlands)
- 2012 — Official selection. 42-th International Film Festival «Molodist» (Kyiv, Ukraine)
- 2013 — Official selection. PRIFILMFEST International Film Festival (Prishtina, Republic of Kosova)
- 2013 — Official selection. Tbilisi International Student Film Festival «AMIRANI» (Tbilisi, Georgia)
- 2013 — Official selection. Ljubljana International Short Film Festival (Ljubljana, Slovenia)

«Красна Маланка»
- 2013 — Official selection. Astra Film Festival (м. Сібіу, Румунія)[16]
- 2013 — Official selection. 43-th International Film Festival «Molodist» (Kyiv, Ukraine)
- 2013 — Official selection. Tranzyt International Documentary Film Festival (Poznań, Poland)
- 2014 — Official selection. 11th World Film Festival (Tartu, Estonia)
- 2014 — Official selection. Rural Route Film Festival (New York, USA)
- 2015 — 1-st prize cadRO, CRONOGRAF – International Documentary Film Festival (Chisinau, Moldova)

«Інтерсекція»
- 2015 — Nomination. GOPO Romanian film industry Awards, Documentary Short Film (Bucharest, Romania)
- 2015 — Official selection. Krakow Film Festival (Poland)
- 2015 — Official selection. International Bosphorus Film Festival (Istanbul, Turkey)
- 2015 — Official selection. Montenegro Film Festival (Herceg Novi)
- 2016 — Best Documentary Film, ISFFestival NEW WAWE (Sophia, Bulgaria)
- 2016 — Special Mentions in the CadRO Section, CRONOGRAF – IDFF (Chisinau, Moldova)
- 2016 — Official selection. ZagrebDox Festival (Zagreb, Croatia)
- 2016 — Official selection. IHRDFF Docudays UA, National competition (Kiev, Ukraine)

«Штангіст»
- 2018 — GRAND PRIX. International Short competition. Warsaw Film Festival (Warsaw, Poland)
- 2018 — GRAND PRIX, International Short competition. Premiers Plans – Angers Film Festival (France)
- 2018 — GRAND PRIX, ZubrOFFka – International Short Film Festival (Bialystok, Poland)
- 2018 — GRAND PRIX, National Short competition, International Film Festival «Molodist» (Kyiv, Ukraine)
- 2018 — I PRIZE in International Competition EASTWARD WINDOW, ZubrOFFka – ISFF (Bialystok, Poland)
- 2018 — BEST CINEMATOGRAPHY, ZubrOFFka – ISFF (Bialystok, Poland)
- 2018 — NEW EUROPE TALENT AWARD, ZubrOFFka – ISFF (Bialystok, Poland)
- 2018 — BEST SHORT FILM, Ukrainian Critic Choice Award «Kinokolo» (Kyiv, Ukraine)
- 2018 — SPECIAL MENTION. National competition 11th Lviv International Short Film Festival Wiz-Art
- 2018 — Official selection. National competition, Odesa International Film Festival (Odesa, Ukraine)
- 2019 — CANDIDATE for a NOMINATION in the category «EUROPEAN SHORT FILM» at the 32nd European Film Awards. International Short Film Festival in Drama (Greece)
- 2019 — II PRIZE Short Films. Rivne International Film Festival «Dream City» (Rivne, Ukraine)
- 2019 — ANGEL MAJOR AWARD. Certamen Internacional de Cortos Ciudad de Soria (Spain)
- 2019 — BEST SHORT FILM, Association of Film Critics (National Union of Filmmakers of Ukraine) (Ukraine)
- 2019 — BEST SHORT FICTION FILM. Sound & Image Challenge International Festival (Macau, China)
- 2019 — BEST FILM. International Screen Awards (Jakarta, Indonesia)
- 2019 — BEST DIRECTOR Award. Kamianets-Podilskyi International Film Festival «BRUKIVKA» (Ukraine)
- 2019 — BEST INTERNATIONAL SHORT Audience Award. Cecil County Independent FF (Maryland, USA)
- 2019 — SPECIAL MENTION. 60th edition of the International short film festival Brno16 (Czech Republic)
- 2019 — SPECIAL MENTION FOR DIRECTING. 40th European Short Film Festival of Villeurbanne (France)
- 2019 — Nomination «Best short film» Ukrainian Film Academy Awards (Kyiv, Ukraine)
- 2019 — Official selection. Prague Short Film Festival (Prague, Czech Republic)
- 2019 — Official selection. IndieCork Film Festival (Ireland)
- 2019 — Official selection. European Shorts. Sarajevo Film Festival (Sarajevo, Bosnia and Herzegovina)
- 2019 — Official selection. Central and Eastern European Film Festival CinEast (Luxembourg)
- 2019 — Official selection. 12th Bueu International Short Film Festival (Bueu (Pontevedra) Spain)
- 2019 — Official selection. Blow-Up Arthouse International Film Festival (Chicago, USA)
- 2019 — Official selection. 19th New Horizons International Film Festival (Wroclaw, Poland)
- 2019 — Official selection. BEAST International Film Festival (Porto, Portugal)
- 2019 — Official selection. Ravac International Film Festival (RIFF) (Chisinau, Moldova)
- 2019 — Official selection. Cindependent Film Festival, Cincinnati (Ohio, USA)
- 2019 — Official selection. Lublin Film Festival (Lublin, Poland)
- 2019 — Official selection. Korona Karpat – Truskavets International Film Festival (Truskavets, Ukraine)
- 2019 — Official selection. Kenya International Sports Film Festival (Nairobi, Kenya)
- 2019 — Official selection. 1st Film Frames International Short Film Festival (Pune, India)
- 2019 — Official selection. Short Competition, IFF «ZOOM – ZBLIŻENIA» (Jelenia Góra, Poland)
- 2019 — Official selection. Gdańsk DocFilm Festival (Gdansk, Poland)
- 2019 — Special screening. Locarno Film Festival, Filmmakers Academy (Locarno, Switzerland)
- 2019 — Special screening. Vienna Shorts International Festival (Vienna, Austria)
- 2019 — Special screening. Tallinn Black Nights Film Festival / PÖFF Shorts (Estonia)
- 2019 — Special screening. 38th Uppsala International Short Film Festival (Uppsala, Sweden)
- 2019 — Special screening. Rome Independent Film Festival, (RIFF) (Italy)
- 2019 — Special screening. European Film Forum Scanorama (Lithuania)
- 2019 — Special screening. Minimalen Short Film Festival (Trondheim, Norway)
- 2019 — Special screening. KISFF | Kyiv International Short Film Festival (Ukraine)
- 2019 — Special screening. Sofia International Film Festival (Sofia, Bulgaria)
- 2020 — BEST ACTOR. Kaniv International Film Festival (Ukraine)
- 2020 — BEST FILM 16th edition of the Jan Machulski Award (Warsaw, Poland)
- 2020 — BEST SHORT of months, Short Days Festival (Roma, Italy)
- 2020 — BEST CINEMATOGRAPHY 16th edition of the Jan Machulski Award (Warsaw, Poland)
- 2020 — SPECIAL MENTION. Budapest Independent Film Festival (Hungary)
- 2020 — Bronze award (Narrative short) Independent StarFilmfest, Freising (Bavaria, Germany)
- 2020 — Nomination Best Cinematography Grand OFF – World Independent Film Awards (Warsaw, Poland)
- 2020 — Official selection. Euregion Film Festival (Heerlen, Netherlands)
- 2020 — Official selection. Lago Film Fest – International Festival of Independent Cinema (Revine, Italy)
- 2020 — Special screening. Tampere Film Festival (Finland)
- 2020 — Special screening. Short Waves Festival (Poznań, Poland)
- 2020 — Special screening. Riga International Short Film Festival 2ANNAS (Latvia)
- 2020 — Special screening. Glasgow Short Film Festival (UK)
- 2020 — Special screening. Festival del Cinema Europeo (Lecce, Italy)
- 2020 — Special screening. Krakow Film Festival (Poland)
- 2020 — Special screening. OFF – Odense International Film Festival (Denmark)
- 2020 — Special screening. Helsinki International Film Festival – Love & Anarchy (Finland)
- 2020 — Special screening. Curtas Vila do Conde – International Short Film Festival (Portugal)
- 2020 — Special screening. DokuFest International Documentary and Short Film Festival Prizren (Kosova)
- 2020 — Special screening. FeKK Ljubljana Short Film Festival (Slovenia)
- 2020 — Special screening. Jerusalem Film Festival (Israel)
- 2020 — Special screening. ARTos Foundation (Nicosia, Cyprus)
- 2020 — Special screening. Helsinki International Film Festival – Love & Anarchy (Finland)
- 2020 — Special screening. Encounters Film Festival (Bristol, UK)
- 2020 — Special screening. Tirana International Film Festival (Albania)
- 2020 — Special screening. Festival del Cinema Europeo (Lecce, Italy)
- 2020 — Special screening. Braunschweig International Film Festival (Germany)
- 2020 — Special screening. Internationale Kurzfilmtage Winterthur The Short Film Festival of Switzerland